# 에토 하루야스
에토 하루야스(일본어: 江藤 晴康, 1922년 5월 9일 ~ 2016년 2월 21일)는 일본의 전 프로 야구 선수이자 야구 지도자이다. 후쿠오카현 기타큐슈시 출신이며 현역 시절 포지션은 투수였다. 1950년대 전반에 활약을 했고 1949년부터 1954년까지 등록명은 에토 다다시(江藤 正)였다.

## 인물

### 프로 입단 전
야하타 중학교(현 후쿠오카현립 야하타 고등학교)와 호세이 대학에서 에이스 투수로 활약했다. 재학 중 학도병으로 소집돼 타이완에서 종전을 맞았다. 대학 졸업 후 사회인 야구팀인 모지 철도국과 다이요 어업에서 활약했고, 1949년 난카이 호크스에 입단했다.

### 프로 입단을 둘러싼 배경
프로 입단 즈음에 오사카 타이거스와 난카이 호크스와의 이중 계약이 드러났는데 여기에는 다음과 같은 사정이 있다. 이전에 다케스에 싯쇼의 영입을 둘러싸고 양 구단이 쟁탈전을 벌였고, 다케스에가 난카이에 들어온 것을 ‘빼앗겼다’라고 생각한 오사카의 와카바야시 다다시 감독이 난카이의 야마모토 가즈토 감독에게 항의하자, 야마모토가 “다케스에는 난카이, 에토는 오사카로 하자”라고 말했다. 이 시점에서 에토는 이미 난카이와 가계약을 맺고 있었지만 와카바야시의 이야기를 들은 오사카의 도가시 고이치 대표가 시모노세키에 있는 에토에게 찾아가서 “야마모토가 너를 우리에게 양도하겠다고 약속해줬기 때문이니까”라고 계약서를 내밀었다.
에토는 “야마모토 감독에게 전화하고 나서”라고 말했지만 도가시 대표는 “내가 계약했다고 전해달라”며 계약을 강행했다. 신문 보도로 이중 계약 사실을 알게 된 난카이측은 에토를 즉시 오사카에 불렀지만 오사카측도 이를 감지하여 오사카역에서 양 구단 관계자가 신병 확보를 다투는 상황으로 치달았다. 결국 난카이측이 에토를 확보한 뒤 그대로 잠복시켰다. 오사카측은 “1년 간만 오사카에 소속”이라는 타협안을 제시했지만 난카이측은 이를 거부하고 연맹에 제소했다. 형식적으로 오사카에 입단한 뒤 바로 난카이에 트레이드로 이적하는 재정에서 해결을 노렸지만 이 논란에 의해서 에토는 1949년 시즌 1년 간 출전 정지 처분이라는 징계를 받았다.

### 프로 야구 선수 시절
처분이 해제된 프로 2년째인 1950년에 시즌 14승을 기록했고 3년째인 1951년에는 시즌 24승을 거두며 다승왕 타이틀을 차지함과 동시에 베스트 나인(투수 부문)에도 선정됐다. 4년째인 1952년에도 11승을 남겼지만 이 해를 기점으로 성적이 떨어졌다. 다음해인 1953년에는 단 1승도 올리지 못하고 시즌 종료 후 다카하시 유니온스로 이적했지만 1승 8패의 저조한 성적을 남겼고 1955년 도에이 플라이어스로 이적했다. 자신의 등록명을 본명인 ‘에토 하루야스’로 되돌리는 활약을 펼쳤지만 뚜렷한 성적을 남기지 못한 채 그 해를 마지막으로 현역에서 은퇴했다.

### 그 후
은퇴 후에는 일본전신전화공사에 입사했고 사회인 야구팀 덴덴 긴키에서 코치도 맡았다. 2016년 2월 21일, 노환으로 후쿠오카현 유쿠하시시 자택에서 사망했다(향년 93세).

## 상세 정보

### 출신 학교
- 야하타 중학교
- 호세이 대학

### 선수 경력
- 모지 철도국
- 다이요 어업
- 오사카 타이거스(1949년)
- 난카이 호크스(1949년 ~ 1953년)
- 다카하시 유니온스(1954년)
- 도에이 플라이어스(1955년)

### 수상·타이틀 경력

#### 타이틀
- 다승왕 : 1회(1951년)

#### 수상
- 베스트 나인 : 1회(1951년) ※투수 부문

### 개인 기록
- 올스타전 출장 : 1회(1951년)

### 등번호
- 22(1949년)
- 10(1949년 ~ 1953년, 1955년)
- 19(1954년)

### 등록명
- 江藤 正(えとう ただし 에토 다다시[*], 1949년 ~ 1954년)
- 江藤 晴康(えとう はるやす 에토 하루야스[*], 1955년)

### 연도별 투수 성적
| 연 도      | 소 속      | 등 판 | 선 발 | 완 투 | 완 봉 | 무 4 구 | 승 리 | 패 전 | 세 이 브 | 홀 드 | 승 률 | 타 자 | 이 닝 | 피 안 타 | 피 홈 런 | 볼 넷 | 고 4 | 몸 맞 | 탈 삼 진 | 폭 투 | 보 크 | 실 점 | 자 책 점 | 평 자 책 | W H I P |
| ---------- | ---------- | ----- | ----- | ----- | ----- | ------- | ----- | ----- | -------- | ----- | ----- | ----- | ----- | -------- | -------- | ----- | ---- | ----- | -------- | ----- | ----- | ----- | -------- | -------- | ------- |
| 1950년     | 난카이     | 47    | 29    | 13    | 3     | 2       | 14    | 9     | --       | --    | .609  | 968   | 236.2 | 218      | 17       | 62    | --   | 2     | 78       | 0     | 0     | 92    | 77       | 2.92     | 1.18    |
| 1951년     | 난카이     | 45    | 24    | 17    | 1     | 3       | 24    | 5     | --       | --    | .828  | 1065  | 268.2 | 227      | 16       | 47    | --   | 2     | 100      | 0     | 1     | 81    | 68       | 2.28     | 1.02    |
| 1952년     | 난카이     | 32    | 22    | 7     | 0     | 0       | 11    | 10    | --       | --    | .524  | 691   | 163.2 | 159      | 6        | 47    | --   | 0     | 58       | 0     | 1     | 73    | 61       | 3.35     | 1.26    |
| 1953년     | 난카이     | 9     | 5     | 0     | 0     | 0       | 0     | 2     | --       | --    | .000  | 149   | 33.2  | 44       | 2        | 7     | --   | 0     | 9        | 0     | 0     | 18    | 15       | 3.97     | 1.51    |
| 1954년     | 다카하시   | 21    | 10    | 1     | 0     | 0       | 1     | 8     | --       | --    | .111  | 371   | 82.0  | 103      | 6        | 23    | --   | 0     | 31       | 0     | 0     | 60    | 50       | 5.49     | 1.54    |
| 1955년     | 도에이     | 1     | 0     | 0     | 0     | 0       | 0     | 0     | --       | --    | ----  | 11    | 2.2   | 3        | 2        | 0     | 0    | 0     | 0        | 0     | 0     | 2     | 2        | 6.00     | 1.13    |
| 통산 : 6년 | 통산 : 6년 | 155   | 90    | 38    | 4     | 5       | 50    | 34    | --       | --    | .595  | 3255  | 787.1 | 754      | 49       | 186   | 0    | 4     | 276      | 0     | 2     | 326   | 273      | 3.12     | 1.19    |

- 굵은 글씨는 시즌 최고 성적.